# Rivière Windigo Nord-Ouest
Pour les articles homonymes, voir Windigo (homonymie).
La rivière Windigo Nord-Ouest est un affluent de la rive nord du lac Tigny lequel est traversé par la rivière Windigo, en Haute-Mauricie, au Québec, au Canada. Le cours de la « rivière Windigo Nord-Ouest » traverse :
- le canton de Laflamme, dans le territoire de La Tuque, en Mauricie ; et
- le territoire non organisé de Lac-Ashuapmushuan, dans la municipalité régionale de comté (MRC) Le Domaine-du-Roy (MRC), dans la région administrative du Saguenay-Lac-Saint-Jean.

Ce cours d'eau fait partie du bassin versant de la rivière Saint-Maurice laquelle se déverse à Trois-Rivières sur la rive nord du fleuve Saint-Laurent.
L’activité économique du bassin versant de la rivière Windigo Nord-Ouest est la foresterie et les activités récréotouristiques tels la chasse, la pêche, le VTT et l’autoneige. Le cours de la rivière coule entièrement en zones forestières. La surface de la rivière est généralement gelée de la mi-décembre à la fin mars.

## Géographie
La rivière Windigo Nord-Ouest prend sa source à l’embouchure du lac Jamme (longueur : 2,5 km ; altitude : 573 m), lequel chevauche le canton de Laflamme (ville de La Tuque) et le canton de la Bruère (territoire non organisé de Lac-Ashuapmushuan).
À partir de l’embouchure du lac Jamme, la rivière Windigo Nord-Ouest coule sur 12,9 km, selon les segments suivants :
- 5,3 km vers le sud, puis le sud-est, en traversant six petits lacs formés par l’élargissement de la rivière, jusqu’à la limite du territoire non organisé de Lac-Ashuapmushuan ;
- 2,0 km vers l’est, jusqu’à la décharge du lac Iris (venant du nord-est) ;
- 1,1 km vers le sud-est, jusqu’à la décharge (venant de l'ouest) des lacs Nancy, Benny et Laas ;
- 4,5 km vers le sud-est, jusqu’à confluence de la rivière[2].

La rivière Windigo Nord-Ouest se déverse sur la rive est de la rivière Windigo. Cette confluence est située à :
- 22,6 km à l'est de la rivière Saint-Maurice ;
- 59,7 km au nord-ouest du Réservoir Blanc ;
- 112,5 km au nord-ouest du centre-ville de La Tuque.

## Toponymie
Le terme Windigo est utilisé dans plusieurs toponymes en Amérique du Nord.
Le toponyme rivière Windigo Nord-Ouest a été officialisé le 5 décembre 1968 à la Commission de toponymie du Québec.